# ترزا، کنتس پرتغال
ترزا (۱۰۸۰ - ۱۱ نوامبر ۱۱۳۰) کنتس پرتغال و برای مدت زمانی ملکه مستقل پرتغال بود که وی علیه خواهر ناتنی خود، اوراکا لئون و کاستیا شورید. ترزا از جانب پاپ پاسکال دوم در سال ۱۱۱۶ به عنوان ملکه به رسمیت شناخته شد ولی اندک زمانی بعد از آن از پادشاهی لئون در سال ۱۱۲۱ شکست خورد و مجبور شد حاکمیت این پادشاهی را بپذیرید و تابع این حکومت شود. با این حال به او اجازه داده شد که عناوین سلطنتی خود را حفظ کند. اتحاد و روابط عاشقانه وی با یکی از اشراف گالیسی به نام فرناندو پرز د ترابا منجر به شورش پسرش، آفونسو، با همراهی اشراف و روحانیون پرتغالی علیه وی شد و سرانجام در سال ۱۱۲۸ در نبرد سائو مامد از پسرش شکست خورد و حکومت و عناوینش را به وی واگذار کرد.

## تولد و ازدواج
ترزا دختر آلفونسوی ششم لئون و کاستیا از همسرش خیمنا بود. در سال ۱۰۹۳، پدرش وی را به ازدواج هنری، کنت بورگوندی و از از نزدیکان ملکه کنستانس درآورد. با این ازدواج و بسته‌شدن پیمان اتحاد میان بورگوندی و پرتغال، هنری با نیروهای خود به نیروهای پدرزنش برای مقابله با مسلمانان در اندلس پیوست.
در اوایل سال ۱۰۹۶، هنری و پسرعمویش، ریمون بورگوندی، با یکدیگر توافق کردند که پس از مرگ آفونسو، ریمون یک‌سوم خزانه وی و همچنین پادشاهی تولدو را به هنری ببخشد. بدین ترتیب هنری علاوه بر کنت‌نشین پرتغال، بر قلمرو تولدو نیز دست می‌یافت. اما با آفونسو با خبردار شدن از این توافق، به سرعت تمامی اراضی میان رودهای مینیو و سانتاری را به هنری واگذار کرد تا قلمروی وی به همان منطقه محدود شود. پس از این اتفاق، اتحاد میان دو پسرعمو از میان رفت و رقابت میان آنها آغاز شد. پس از مرگ آفونسو، هنری و ترزا به حکومت خود ادامه دادند و قلمروی خود را تا رود و درهٔ موندگو گسترش دادند و در دسامبر سال ۱۱۱۱، تخت حکومت اوراکا، بر زامورا نیز دست یافتند.

## حکومت
در ابتدا هنری و ترزا واسال و تابع پدر ترزا بودند اما با مرگ آفونسو، پادشاه لئون و کاستیا در ۱۱۰۹، حکومت وی به دخترش اوراکا رسید. هنری در این زمان برای بسط قلمروی خود به لئون لشکرکشی کرد اما در سال ۱۱۱۲ درگذشت تا ترزا امور را در دست بگیرد. ترزا پس از آن،نگاه خود را معطوف به جنوب و قلمروهایی که به تازگی تصرف شده بود، کرد. با پیروزی وی در دفاع از کویمبرا در مقابل مورها، وی از جانب پاپ پاسکال دوم به عنوان ملکه به رسمیت شناخته شد. در اسناد موجود، ترزا خود را در ابتدا «دختر آفونسو و انتخاب‌شده از جانب خدا» و در اسناد مربوط به سال ۱۱۱۷ «ملکه پرتغال» معرفی کرد.

## فرزندان
از هنری بورگوندی:
- اورکا پرتغال (ز. ۱۰۹۵ - بعد از ۱۱۶۹)، همسر برمودو پرز د ترابا؛
- سانچا پرتغال (۱۰۹۷ - ۱۱۶۳)؛
- ترزا پرتغال (ز. ۱۰۹۸)؛
- هنری پرتغال (۱۱۰۶ - ۱۱۱۰)؛
- آفونسوی پرتغال (۱۱۰۹ - ۱۱۸۵) نخستین پادشاه پرتغال.

از فرناندو پرز د ترابا:
- ترزا فرناندز د ترابا (م. ۱۱۸۰)؛
- سانچا فرناندز د ترابا (د. بعد از مارس ۱۱۸۱).